# Meire Serafim
Rozimeire Ribeiro Andrade mais conhecida como Meire Serafim (Rio Branco, 10 de fevereiro de 1975) é uma política brasileira filiada ao União Brasil (UNIÃO).

## Biografia
Formou em Administração, na Unopar em Rio Branco, em 2009. É casada com o Prefeito de Sena Madureira: Mazinho Serafim (PODEMOS) Viveu por quase 26 anos no Acre, em Sena Madureira, onde seu marido foi prefeito entre 2016-2020. Entre 2017 e 2018, esteve à frente da Secretaria de Assistência Social da cidade.
Em 2018, lançou-se candidata a deputada estadual do Acre, sendo eleita para exercer o mandato de 2019 à 2023.
Nas eleições estaduais de 2022 foi eleita pelo União Brasil (UNIÃO), deputada federal a uma cadeira na Câmara dos Deputados para a 57.ª legislatura (2023 — 2027) com 21.285 votos, seu primeiro mandato na casa.